# Jammalamadugu
Jammalamadugu est une ville du district de Kadapa dans l'État d'Andhra Pradesh en Inde. 
Selon le recensement de l'Inde de 2011, la localité compte une population de 46 069 habitants.